# مرد میمونی
مرد میمونی (انگلیسی: The Ape Man) فیلمی در ژانر ترسناک به کارگردانی ویلیام بوداین است که در سال ۱۹۴۳ منتشر شد.

## بازیگران
- بلا لاگوسی
- لوئیس کوری
- چارلی هال
- جی. فارل مک‌دانلد
- جک مولهال
- والاس فورد
- ویلر اوکمن